# Cenemus mikehilli
Cenemus mikehilli là một loài nhện trong họ Pholcidae. Loài này có ở Seychelles.